# Lino Lacedelli
Lino Lacedelli (4. prosince 1925 Cortina d'Ampezzo – 20. listopadu 2009 tamtéž) byl italský horolezec. Na počátku své horolezecké kariéry lezl převážně v Dolomitech. Dne 31. července 1954 vystoupil spolu s Achillem Compagnonim na vrchol druhé nejvyšší hory světa K2, a to jako vůbec první lidé. Výstup se stal kontroverzním, neboť Walter Bonatti, který se rovněž expedice účastnil, byl z výškového tábora seslán dolů, aby přinesl kyslíkové lahve. Když se však vrátil na místo, kde tábor měl být, horolezci tam nebyli. Bonatti dvojici později nařknul, že jej přesunuli, aby se na vrchol dostali jen oni dva, což oba odmítali. Lacadelli však až v roce 2004 přiznal, že tomu tak skutečně bylo.